# Koolwijk (Hollande-Méridionale)
Pour les articles homonymes, voir Koolwijk.
Koolwijk est un village néerlandais de la commune de Krimpenerwaard de l'est de la province de Hollande-Méridionale. Koolwijk compte 100 habitants en 2007.